# Bung Khla (huyện)
Bung Khla (tiếng Thái: บุ่งคล้า) là một huyện (amphoe) của tỉnh Bueng Kan, đông bắc Thái Lan. Trước đây huyện này thuộc tỉnh Nong Khai.

## Lịch sử
Tiểu huyện (King Amphoe) được tách ra từ Bueng Kan district ngày 1 tháng 4 năm 1 1991.
 Đơn vị này đã được nâng cấp thành huyện ngày 5 tháng 12 năm 1996.

## Địa lý
Các huyện giáp ranh (từ phía nam theo chiều kim đồng hồ) là Bueng Khong Long, Seka và Bueng Kan của tỉnh Nong Khai. Về phía đông bên kia sông Mê Kông là tỉnh Bolikhamxai của Lào..

## Hành chính
Huyện này được chia thành 3 phó huyện (tambon), các đơn vị này lại được chia ra thành 25 làng (muban). Có no municipal (thesaban) areas, and 3 Tổ chức hành chính tambon.
| STT | Tên        | Tên tiếng Thái | Số làng | Dân số |  |
| --- | ---------- | -------------- | ------- | ------ |  |
| 1.  | Bung Khla  | บุ่งคล้า          | 9       | 4.781  |  |
| 2.  | Nong Doen  | หนองเดิ่น        | 7       | 3.432  |  |
| 3.  | Khok Kwang | โคกกว้าง        | 9       | 4.461  |  |